# Rudolph Hauthal
Rudolph Hauthal (* 3. März 1854 in Hamburg; † 1928 in Hildesheim) war ein deutscher Geologe.
Hauthal studierte in Jena, Tübingen und Leipzig Theologie, später Naturwissenschaften. Ab 1874 war er als Privaterzieher für adlige Familien tätig, studierte ab 1887 in Straßburg Geologie und Botanik und ging 1890 als Privatlehrer nach Argentinien. Im Jahre 1891 wurde Hauthal Direktor des neu gegründeten Museums von La Plata, Provinz Buenos Aires, Argentinien, und wurde 1898 Professor für Geologie an der Universität von La Plata. Im gleichen Jahr lernte er den Geologen Carl Emanuel Burckhardt kennen. Hauthal unternahm zahlreiche Forschungsreisen in die Andenregion Argentiniens, nach Chile, Paraguay, Bolivien und Peru. Außer der Geologie der Anden und der Vergletscherungsgeschichte des Patagonischen Eisschilds erforschte er auch die Flora der Region. Im Jahre 1901 übernahm Hauthal die Leitung der englischen Kommission zur Schlichtung des argentinisch-chilenischen Grenzstreits in Patagonien. 1903 promovierte er in Straßburg und unternahm 1905 eine glazialmorphologische Expedition in die peruanischen Anden, auf welcher er die Erkenntnisse des Geologen Hans Meyer (1858–1929) zur Mehrphasigkeit der Vergletscherung der Region bestätigte und ergänzte. Auch gelang ihm die Erstbesteigung des Vulkans Lanín in den südlichen Anden. 1906 kehrte er nach Deutschland zurück, wo er bis 1924 das Roemer-Museum in Hildesheim, heute Teil des Roemer- und Pelizaeus-Museum Hildesheim, leitete. Seinen guten Kontakten in Lateinamerika verdankt das Museum große Teile seiner bedeutenden Alt-Peru-Sammlung.
Nach ihm wurde der von ihm entdeckte Lago Hauthal in den argentinischen Anden benannt.

## Werke
- Über die geologischen Verhältnisse der Provinz Buenos Aires. Dissertation, Straßburg 1903.
- Reisen in Bolivien und Peru, glacial‐geologische Forschungsresultate. Leipzig 1911.
- Das Minenwesen in Argentinien. Berlin 1912.
- (mit Carl Martin): Die deutsche Auswanderung nach Argentinien. Berlin 1920.
- Zur Entstehung und zum Formenschatz des Büßerschnees. In: Koloniale Studien (Festschrift Hans Meyer). Berlin 1928, S. 311‐327.